# ヤング＝ヘルムホルツの三色説

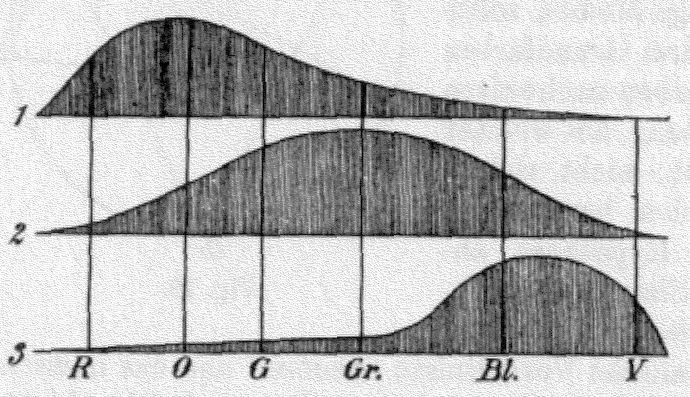
トマス・ヤングとヘルマン・フォン・ヘルムホルツは目の網膜に赤、緑、青の3種類の光受容体が存在するという仮説を立てた。

ヤング＝ヘルムホルツの三色説（ヤング＝ヘルムホルツのさんしょくせつ、Young-Helmholtz theory）は、トマス・ヤングの説を、ドイツの生理学者ヘルマン・フォン・ヘルムホルツが発展させた色覚説。しばしばエヴァルト・ヘリングの反対色説と並んで説明される、代表的な色覚説である。
目には赤、緑、青（あるいは紫）に応答する3つの光受容体があり、さまざまな色は3つの刺激の比率に応じて生じる、というものである。1857年、ジェームズ・クラーク・マクスウェルは開発されたばかりの線形代数を使用してヤング・ヘルムホルツ理論の数学的証明を提供した。
カラーフィルム、カラーテレビはこの説に基づいて開発された。
3つの異なる波長に敏感な細胞の存在は、1956年にグンナー・スヴァエティチンによって初めて示された。現在これは錐体細胞として知られており、長波長に反応するL錐体、中波長に反応するM錐体、短波長に反応するS錐体の3種類がある。
ヤングは三色説の先駆者として認められているが、ジョージ・パーマーによる色覚の理論は、ほとんどがヤングの理論と類似しており、四半世紀先行していた。
Theory of Colors and Vision (1777)やTheory of Light (1786)の中で、パーマーは網膜に赤、黄、青の光を選択的に吸収する3の粒子があると主張している。これらの粒子の不均等な動きが色を呼び起こし、その等しく動くときに白を呼び起こすとした。しかし、パーマーはまた、光自体が赤、黄、青の3つの異なる光線のみで合成されていると主張し、これは現代の理解(およびヤングの理解)である光は連続スペクトルであるというものとは異なっている。